# Bam
För andra betydelser, se Bam (olika betydelser).
Bam (persiska: بم) är en stad i sydöstra Iran och ligger i provinsen Kerman. Folkmängden uppgår till cirka 130 000 invånare. Staden ligger omkring 1 100 meter över havsytan och har växt fram kring Bams citadell Arg-é Bam, en enorm byggnad i soltorgat tegel som vaktat Sidenvägen i mer än 2 000 år och som sedan 2004 är ett världsarv.

## Historia
Den moderna staden Bam grundades betydligt senare än det gamla citadellet. Den har utvecklats som ett jordbruks- och industricentra, och växte snabbt ända fram till 2003 års jordbävning. Staden är känd för sina dadlar och citrusfrukter men turismen har ökat i takt med att allt fler människor besöker det gamla citadellet. Ali Akbar Hashemi Rafsanjani, före detta president i Iran, föddes i Bam. Hans påverkan nämns ibland som en förklaring till Bams snabba tillväxt.

## Jordbävningen 2003
Staden drabbades av en jordbävning 26 december 2003 och man har uppskattat att endast omkring 10 procent av stadens då 80 000 invånare var kvar månaden efter. Staden har dock till stor del återhämtat sig och hade nästan 130 000 invånare vid folkräkningen 2016.